# Курская, Дана Рустамовна
Дана Рустамовна Курская   (девичья фамилия – Галиева) — российская поэтесса, издатель, культуртрегер, член Союза Писателей Москвы.

## Биография
Родилась в Челябинске в 1986 году; с 2005 года проживает Москве. 
Училась в Литературном Институте им. А. М. Горького, семинар О. А. Николаевой (проучилась 2 года).
Стихи переводились на английский, французский, татарский и корейский языки.
Замужем за Давыдовым Данилой.
Дана Курская — организатор Международного ежегодного фестиваля современной поэзии MyFest (с 2015 года). Организатор литературной премии MyPrize. Основатель и главный редактор издательства «Стеклограф» (2017).